# Westerlo (New York)
Ne doit pas être confondu avec Westerlo.
Westerlo est une ville située au sud du comté d'Albany, dans l' État de New York, aux États-Unis,. En 2020, elle comptait une population de 3 194 habitants. La municipalité est incorporée en 1815.

## Démographie
Lors du recensement de 2020, la ville comptait une population de 3 194 habitants.